# Streamworks International
Streamworks Internacional és una empresa privada de reproducció en temps real. És propietat d'Ocean Group International i amb seu a la ciutat de Luxemburg, amb oficines operatives ubicades a Londres i a la ciutat de Nova York. L'empresa proporciona vídeos digitals en directe i serveis sota demanda a diverses empreses, com Major League Gaming, Associated Press, Jamie Oliver, MSN, el Tribunal Internacional de Justícia i les Nacions Unides.

## Equip
- Timur Sardarov, director[7]
- Oliver Ripley, director[7]
- Ray Mia, director executiu[1]
- Rob Peacock, director tècnic[1]